# Chiyoda, Gunma
Chiyoda (japanska: 千代田町?, Chiyoda-machi) är en landskommun (köping) i Gunma prefektur i Japan.  